# Psalenoba
Psalenoba is een geslacht van hooiwagens uit de familie Triaenonychidae.
De wetenschappelijke naam Psalenoba is voor het eerst geldig gepubliceerd door Roewer in 1931. 

## Soorten
Psalenoba is monotypisch en omvat slechts de volgende soort:
- Psalenoba nunciaeformis Roewer, 1931